# UCLA Bruins (koszykówka mężczyzn)
Męska drużyna koszykówki Uniwersytetu Kalifornijskiego, Los Angeles UCLA Bruins (pol. niedźwiadki, niedźwiedzie brunatne) – najbardziej utytułowana męska drużyna koszykówki występująca w amerykańskiej lidze akademickiej NCAA. Dzieli nazwę z innymi zespołami sportowymi uniwersytetu. Występuje w Pacific-12 Conference.
Koszykarze z UCLA mają swoją siedzibę na kampusie uniwersyteckim w Westwood w Los Angeles. W latach 1948–1975 zespół był prowadzony przez legendarnego trenera Johna Woodena, i podczas jego kadencji zdobył 10 mistrzowskich tytułów na przestrzeni 12 sezonów w latach 1964–1975, z czego 7 z rzędu w latach 1967–1973. Ekipa z miasta aniołów czterokrotnie notowała sezony z idealnym bilansem, nie przegrywając żadnego ze spotkań. W 1995 roku Jim Harrick poprowadził UCLA do kolejnego mistrzowskiego tytułu.

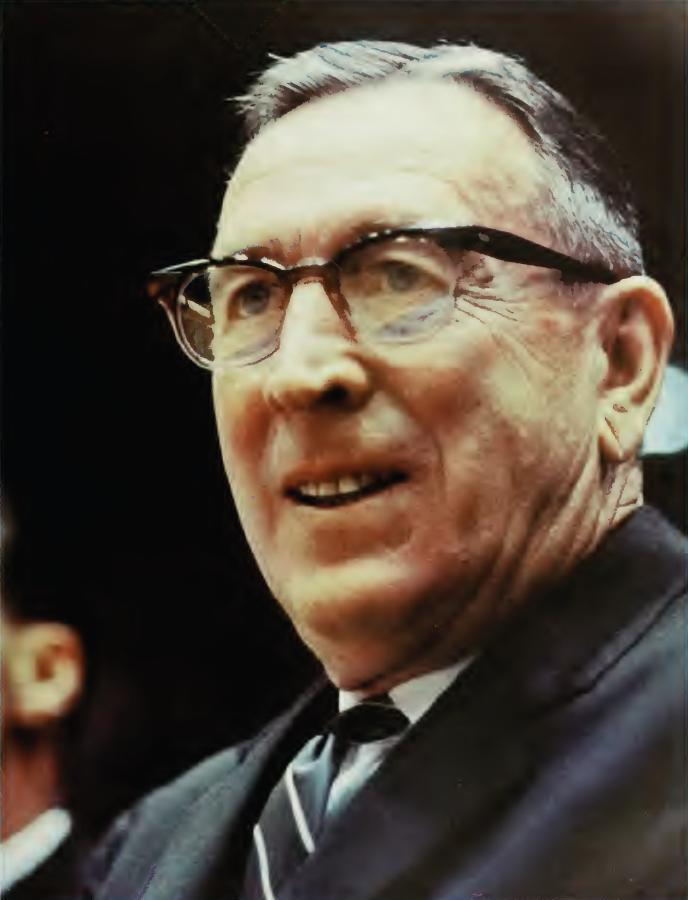
John Wooden nazwyany również trenerem wszech czasów.

## Rekordy NCAA
Rekordy NCAA ustanowione przez UCLA Bruins:
- 11 razy mistrzostwo NCAA
- 7 tytułów mistrzowskich NCAA z rzędu
- 12 występów w finale NCAA
- 18 razy w Final Four
- 10 razy z rzędu w Final Four (1967–1976)
- 4 sezony bez porażki (1964, 1967, 1972, 1973)
- 88 wygranych meczów z rzędu (1971–1974)

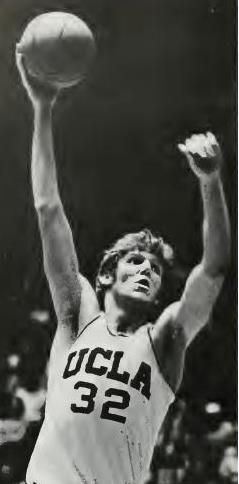
Bill Walton

## Zastrzeżone Numery UCLA
- 25 Gail Goodrich (2004)
- 31 Ed O’Bannon (1996)
- 32 Bill Walton (1990)
- 33 Kareem Abdul-Jabbar* (wcześniej jako Lew Alcindor) (1990)
- 35 Sidney Wicks (1996)
- 42 Walt Hazzard (1996)
- 54 Marques Johnson (1996)
- 11 Don Barksdale (2013)
- 31 Reggie Miller (2013)
- 52 Jamaal Wilkes (2013)

## Lista trenerów UCLA
| Trener          | Lata      | Wygrane | Porażki | %    |
| --------------- | --------- | ------- | ------- | ---- |
| Fred Cozens     | 1919–1921 | 20      | 4       | .833 |
| Caddy Works     | 1921–1939 | 173     | 159     | .521 |
| Wilbur Johns    | 1939–1948 | 93      | 120     | .437 |
| John Wooden     | 1948–1975 | 620     | 147     | .808 |
| Gene Bartow     | 1975–1977 | 52      | 9       | .852 |
| Gary Cunningham | 1977–1979 | 50      | 8       | .862 |
| Larry Brown     | 1979–1981 | 42      | 17      | .712 |
| Larry Farmer    | 1981–1984 | 61      | 23      | .726 |
| Walt Hazzard    | 1984–1988 | 77      | 47      | .621 |
| Jim Harrick     | 1988–1996 | 192     | 62      | .756 |
| Steve Lavin     | 1996–2003 | 145     | 78      | .650 |
| Ben Howland     | 2003–2013 | 233     | 107     | .685 |
| Steve Alford    | od 2013   |         |         |      |

## Basketball Hall of Fame
Zawodnicy UCLA wprowadzeni do Basketball Hall of Fame:
- Bill Walton (1993)
- Kareem Abdul-Jabbar (1995)
- Gail Goodrich (1996)
- Don Barksdale (2012)
- Reggie Miller (2012)
- Jamaal Wilkes (2012)

Trenerzy UCLA wprowadzeni do Basketball Hall of Fame:
- John Wooden (1972)
- Denny Crum (1994)
- Larry Brown (2002)